# Championnat du Tadjikistan de football 2001
Navigation
Saison précédente Saison suivante
La saison 2001 du Championnat du Tadjikistan de football est la dixième édition de la première division au Tadjikistan. La compétition regroupe dix clubs au sein d’une poule unique où ils s'affrontent deux fois, à domicile et à l'extérieur. En fin de saison, du fait du faible nombre d'équipes engagées, il n'y a ni promotion, ni relégation.
C'est le Regar-TadAZ Tursunzoda, au terme d'une saison quasiment parfaite (16 victoires et 2 nuls en 18 rencontres) qui remporte la compétition cette saison après avoir terminé en tête du classement final, avec douze points d'avance sur le Panjsher Kolkhozabad et dix-huit sur le SKA Pamir-Douchanbé. C'est le tout premier titre de champion du Tadjikistan de l'histoire du club, qui réalise même le doublé en battant le FK Khodjent en finale de la Coupe du Tadjikistan.
Le Ravshan Kulob et le Lokomotiv Douchanbé déclarent forfait pour des raisons financières avant le démarrage de la compétition. Ils sont remplacés par le Bofanda Douchanbé et le Poisk Douchanbé.

## Les clubs participants
- FK Khodjent
- Panjsher Kolkhozabad
- Regar-TadAZ Tursunzoda
- Poisk Douchanbé - Promu de D2
- Varzob Douchanbé
- Khoja Karimov Gazimalik
- Bofanda Douchanbé - Promu de D2
- Saddam Sarband
- Vakhsh Qurghonteppa
- SKA Pamir-Douchanbé

## Compétition
Le barème de points servant à établir le classement se décompose ainsi :
- Victoire : 3 points
- Match nul : 1 point
- Défaite : 0 point

### Classement
| Rang | Équipe                  | Pts | J  | G  | N | P  | Bp | Bc | Diff |
| ---- | ----------------------- | --- | -- | -- | - | -- | -- | -- | ---- |
| 1    | Regar-TadAZ TursunzodaC | 50  | 18 | 16 | 2 | 0  | 58 | 9  | +49  |
| 2    | Panjsher Kolkhozabad    | 38  | 18 | 11 | 5 | 2  | 38 | 23 | +15  |
| 3    | SKA Pamir-Douchanbé     | 32  | 18 | 9  | 5 | 4  | 29 | 19 | +10  |
| 4    | Varzob DouchanbéT       | 31  | 18 | 9  | 4 | 5  | 39 | 26 | +13  |
| 5    | FK Khodjent             | 27  | 18 | 7  | 6 | 5  | 36 | 22 | +14  |
| 6    | Poisk DouchanbéP        | 23  | 18 | 7  | 2 | 9  | 27 | 39 | -12  |
| 7    | Vakhsh Qurghonteppa     | 15  | 18 | 4  | 3 | 11 | 16 | 26 | -10  |
| 8    | Umed Douchanbé          | 14  | 18 | 2  | 8 | 8  | 24 | 33 | -9   |
| 9    | Khoja Karimov Gazimalik | 13  | 18 | 3  | 4 | 11 | 22 | 39 | -17  |
| 10   | Bofanda DouchanbéP      | 6   | 18 | 1  | 3 | 14 | 17 | 70 | -53  |

|  | Qualification pour la Ligue des champions de l'AFC 2002-2003                                |
|  | T : Tenant du titre C : Vainqueur de la Coupe du Tadjikistan P : Promu de deuxième division |

## Bilan de la saison
| Championnat du Tadjikistan de football 2001 |                                    |
| Champion                                    | Regar-TadAZ Tursunzoda (1er titre) |
| Coupes et trophées                          |                                    |
| Vainqueur de la Coupe du Tadjikistan 2001   | Regar-TadAZ Tursunzoda             |
| Qualifications continentales                |                                    |
| Ligue des champions de l'AFC 2002-2003      | Regar-TadAZ Tursunzoda             |
| Ligue des champions de l'AFC 2002-2003      | FK Khodjent                        |
| Promotions et relégations                   |                                    |
| Promus en Vysshaya Liga                     | Aucun                              |
| Relégués en Deuxième division               | Aucun                              |